# Unidad Turística Puente del Inca
La Unidad Turística Puente del Inca era un complejo turístico ubicado en Uspallata, Provincia de Mendoza, Argentina.Fue incluido dentro del programa de turismo social que llevó a cabo Juan Domingo Perón durante sus dos primeras presidencias. Cerró sus puertas como destino al turismo social en el año 1955.

## Características del complejo
A diferencia de los grandes emblemas del turismo social, como lo son la Unidad Turística de Embalse y la Unidad Turística de Chapadmalal, donde se construyeron grandes hoteles, en Uspallata no se realizó ninguna construcción, ya que en lugar de crear nuevos hoteles se usó uno que ya existía. Dicho hotel llamado "Hotel Uspallata" tenía una capacidad de 90 plazas.
En el año 1953, esta unidad turística recibo un afluente de 3242 turistas adultos, mientras que en el año 1954 esta cantidad se redujo a 2919.
Este complejo turístico fue desarticulado como destino al turismo social en el año 1955, sin embargo sigue funcionando hasta la actualidad.

## Actualidad del Complejo

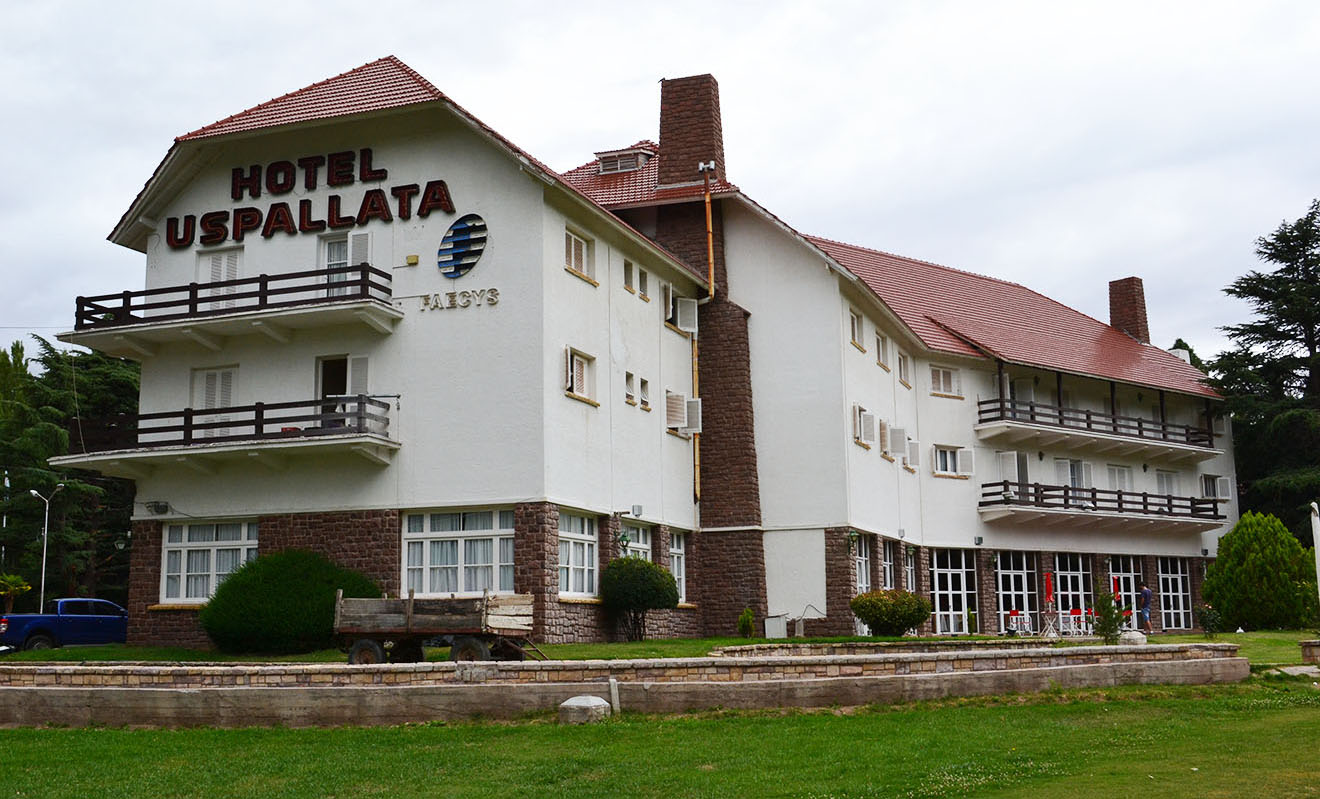
Situación del hotel en la actualidad, nótese el símbolo de FAECYS en la fachada

Actualmente el hotel "Uspallata" funciona bajo la dirección de la Federación Argentina de Empleados de Comercio y Servicios (Faecys) brindando beneficios a los adheridos a los sindicatos que agrupa esta federación.

## Turismo Social en Argentina
La importancia de este tipo de complejos radica, como lo señala la historia del turismo, en que esto significó el pasaje de un turismo solo reservado a la clase alta de fines del siglo XIX y primera mitad del siglo XX a un turismo masivo para la clase media y un turismo social para la clase baja en la segunda mitad del siglo XX.
En simultáneo con la utilización de esta unidad turística, también funcionaron dos complejos similares entre sí: La Unidad Turística Chapadmalal, ubicada en la costa bonaerense y, la Unidad Turística Embalse, ubicada en las sierras de la provincia de Córdoba.